# Фріц Шельп
Фріц Шельп (нім. Fritz Schelp; 8 березня 1898, Буенос-Айрес — 12 вересня 1989, Гомбург) — німецький залізничний чиновник, міністерський директор (1 червня 1942). Кавалер Лицарського хреста Хреста Воєнних заслуг.

## Біографія
Син етнічного німця-торговця. Навчався в школі в Бремені, потім вивчав право. Працював в Імперському міністерстві закордонних справ, з 1927 року — в Імперській залізниці. В 1935-39 роках — начальник 2-го транспортного відділу дирекції Імперської залізниці Гамбурга, відповідав за спеціальні тарифи на проїзд. 1 травня 1937 року вступив в НСДАП. З 1 червня 1942 року — начальник Відділу залізничних тарифів і транспорту Імперського міністерства транспорту і член правління Імперської залізниці. З 1950 року — президент дирекції Федеральної залізниці Гамбурга. З травня 1952 року — член правління Федеральної залізниці в Оффенбасі, згодом став президентом. В 1963 році вийшов на пенсію, проте залишався почесним президентом Німецького центрального управління туризму. В 1970-х роках виступав свідком на процесі у справі Альберта Ганценмюллера.

## Нагороди
- Хрест Воєнних заслуг 2-го і 1-го класу
- Лицарський хрест Хреста Воєнних заслуг  (20 лютого 1945)
- Орден «За заслуги перед Федеративною Республікою Німеччина», великий хрест із зіркою і плечовою стрічкою (1962)